# Kurt Grunert
Kurt Grunert  (* 14. Mai 1877 in Zittau; † 7. April 1955 ebenda) war ein deutscher Maschinenbauingenieur, Unternehmer und Erfinder eines Verfahrens zur Herstellung von spinnbaren Stapelfasern aus Kunstseide.

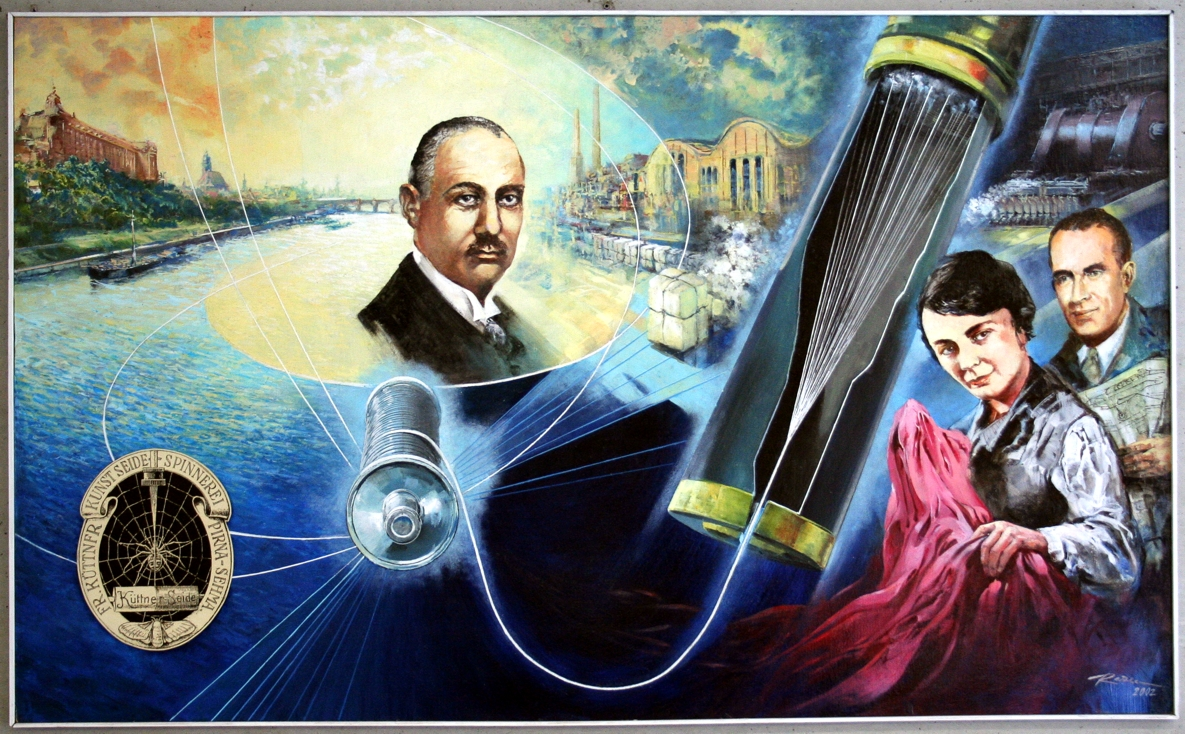
Stifterfamilie Grunert vor der Kunstseidenfabrik Pirna (Mitte. Kurt Grunert, Rechts: Tochter Erna und Schwiegersohn) auf einem Gemälde von Günter Radtke 2002

## Leben
Von 1898 bis 1901 studierte Kurt Grunert am Technikum Mittweida Elektrotechnik und Maschinenbau. Ab 1910 arbeitete er als leitender Ingenieur bei der Firma J. P. Bemberg AG in Barmen und ab 1918 bei der Firma Küttner in Pirna beim Aufbau der Zellstoffverwertungs AG (Zellvag), deren Vorstandsmitglied er von 1920 bis 1925 war. Im Jahr 1925 gründete er die Firma Grunert und Gianetti in Turin zur Herstellung von Kupferkunstseide. Im gleichen Jahr gründete Grunert die Gruschwitz Textilmaschinenbau GmbH in Olbersdorf und fertigte die „Schneidmaschine Gru-Gru“.
Ab 1934 wirkte Kurt Grunert als freiberuflicher Ingenieur in Zittau. Das Haus 6 der Hochschule Mittweida trägt zu Ehren seiner Tochter Erna Grunert de Jácome (1914–2019), einer Förderin der Hochschule, den Namen „Grunert-de-Jácome-Bau“.